# Hieraaetus ayresii
El águila azor de Ayres (Hieraaetus ayresii) es una especie de ave accipitriforme de la familia Accipitridae nativa del África subsahariana. Su nombre le fue dado en honor al ornitólogo sudafricano Thomas Ayres.